# Levée en masse
De levée en masse (Frans voor "massale lichting") was de massale dienstplicht tijdens de Franse Revolutie om Frankrijk te verdedigen in de oorlog met de andere Europese grootmachten, die de oude orde in het land wilden herstellen. Een door het lot aangewezen soldaat noemde men een conscrit of loteling.

## Terminologie
De levée en masse, een oproep aan alle mannen om het vaderland te verdedigen, moet gezien worden in de context van de politieke gebeurtenissen in revolutionair Frankrijk, namelijk het nieuwe idee van de democratische burger, het idee dat de nieuwe politieke rechten die aan het Franse volk waren gegeven ook nieuwe verplichtingen aan de staat met zich meebracht. De staat was een samenleving van alle mensen en de verdediging ervan was dan ook de verantwoordelijkheid van alle mensen. De levée en masse werd gezien als een middel om de staat te beschermen voor de staat door de staat.
Historisch gezien luidde de levée en masse een tijdperk in waarin de burger actief meedeed aan de oorlog. Daarvoor was oorlog iets voor beroepslegers die vooral uit huursoldaten bestonden.
De term levée en masse werd voor het eerst officieel gedefinieerd in de Conventie van Brussel in 1894 en later opnieuw in de Derde Geneefse Conventie (1949) als een massale gewapende opstand van de bevolking van een land tegen buitenlandse troepen die het land binnenvallen of bezetten. Burgers die meedoen aan de levée kunnen onder bepaalde omstandigheden als krijgsgevangenen worden gezien, en als zodanig behandeld worden, wanneer ze gevangengenomen worden.

## Geschiedenis
Onder het ancien régime was er al een soort dienstplicht (via stembiljet) om een militie, milice, op te brengen die het staande beroepsleger bij moest staan in tijden van oorlog. Dit was erg onpopulair gebleken onder de boerenbevolking die hiervoor geronseld werd. De boeren hoopten dat de Franse Staten-Generaal deze praktijk zouden herzien toen die in 1789 bijeengeroepen werd door de Franse koning. Toen hierop de Franse Revolutie uitbrak, werd de militie opgeheven door de Nationale Vergadering. In de plaats kwam een burgermilitie, uit burgers - geen arbeiders of boeren - samengesteld, die beter gemotiveerd was voor het neerslaan van boerenbetogingen (begin 1790 werd de Krijgswet tegen boerenbetogingen afgekondigd), volks- en arbeidersopstanden (zoals het bloedbad van de Champ-de-Mars, juli 1791). De gezeten burgerij had de macht van de adel overgenomen. Deze klasse verstrekte zichzelf de wettelijke - en geweldsmiddelen, die ze nodig vond om haar positie te handhaven.
In 1791, twee jaar na het uitbreken van de Franse Revolutie, leed het revolutionaire Frankrijk onder economische moeilijkheden en politieke strubbelingen. Er begonnen zich tegenstellingen tussen de gematigde girondijnen en radicale jakobijnen af te tekenen en de Girondijnse fractie in de Assemblée stuurde op een oorlog aan als politieke afleidingsmanœvre. In 1792 brak de Eerste Coalitieoorlog uit tegen Pruisen en Oostenrijk, die in een snelle nederlaag dreigde te eindigen. De binnenvallende troepen troffen een mengeling aan van vrijwilligers en wat was overgebleven van het oude, professionele leger. Het was dit haastig samengestelde leger en niet de levée en masse, die de Slag bij Valmy in september 1792 won.
In maart 1793 was Frankrijk in oorlog met Oostenrijk, Pruisen, Spanje, Groot-Brittannië, Piëmont en de Verenigde Nederlanden. Men was het er over eens dat een vrijwilligersleger niet langer voldeed. De Nationale Vergadering deed een beroep op elk Franse departement om een quotum rekruten te leveren (in totaal ongeveer 300.000) zonder te specificeren wie voor militaire dienst moest worden opgeroepen. Volgens sommige bronnen werd ongeveer de helft van het gevraagde aantal rekruten gehaald. De grootte van het Franse leger in 1793 was dus ongeveer 645.000 man. Inmiddels verslechterde de militaire situatie steeds verder, verergerd door een opstand in de Vendée, die gedeeltelijk was veroorzaakt door de herinvoering  van de dienstplicht.

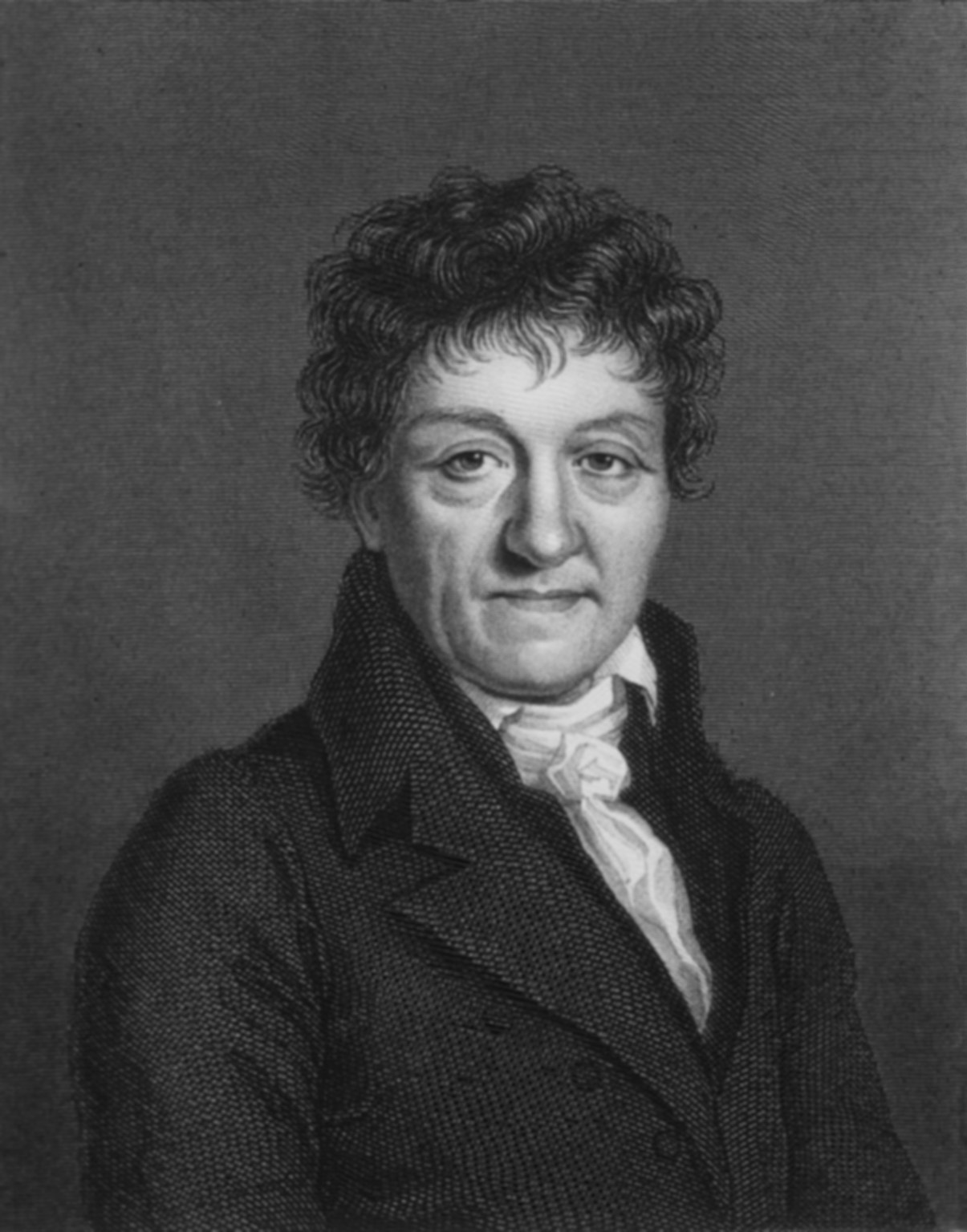
Lazare Carnot

Als oplossing voor deze hopeloze situatie en het verdedigen van Frankrijk tegen heel Europa werd een levée en masse in duidelijke termen afgekondigd door Nationale Vergadering-lid Lazare Carnot op 23 augustus 1793, beginnend met:
Vanaf dit moment tot de tijd dat alle vijanden van het grondgebied van de Republiek verdreven zijn, moeten alle Fransen voortdurend paraat zijn voor militaire dienst. De jonge mannen moeten vechten; de getrouwde mannen moeten wapens maken en voorraden transporteren; de vrouwen moeten tenten en kleren maken en zullen in de ziekenhuizen dienen; de kinderen moeten linnen tot lint verwerken; de oude mannen moeten zich naar de pleinen begeven om vervolgens de moed van de strijders aan te wakkeren en haat te preken tegen koningen en op te roepen tot eenheid van de Republiek.
Alle ongetrouwde, gezonde mannen tussen de 18 en 25 jaar werden met onmiddellijke ingang opgeroepen voor militaire dienst. Dit vergrootte het aantal mannen in het leger aanzienlijk. In september 1794 telde het leger ongeveer 1.500.000 man, maar de werkelijke strijdkracht telde echter waarschijnlijk niet meer dan 800.000 man. Boven op die anderhalf miljoen kwam nog dat, zoals het decreet stelt, een groot deel van de bevolking de legers moest ondersteunen door wapens te maken en ook het front moest voorzien van voedsel en voorraden.
Ondanks de retoriek was de levée en masse niet populair: desertie en ontduiking van de dienstplicht kwamen veel voor. De werkelijk aanwezige levée was echter genoeg om het tij in de oorlog te keren. Er was geen dienstplicht meer nodig tot 1797, het jaar waarin er een systematisch systeem van jaarlijkse levering van rekruten werd ingevoerd.
De levée en masse werd verankerd in een wet die op 5 september 1798 werd aangenomen. De wet werd de Loi Jourdan-Delbrel genoemd, onder andere naar de revolutionaire generaal Jean-Baptiste Jourdan, die de bezetting van de Oostenrijkse Nederlanden leidde.

## Gevolgen
Het gevolg van de levée en masse was de creatie van het eerste nationale leger, bestaande uit sterk gemotiveerde burgers die hun eigen grondgebied verdedigden in plaats van een professioneel, traditioneel leger dat ook nog eens vaak uit huurlingen bestond. De sterke motivatie van de soldaten in het nieuwe, revolutionaire leger zorgde ervoor dat de tactieken vaak ook agressiever waren. Dit kwam doordat de mensen in het leger nu gelijk waren en iedereen hogerop kon komen. De commandanten namen dus meer risico. Hierdoor, en ook door de grote aantallen en de nadruk op de vele artillerie (de nadruk kwam hierop doordat de adel vertrok uit Frankrijk, en dus met name de cavalerie verzwakt werd), vielen er in veldslagen veel meer doden dan bij gevechten tussen traditionele legers. Nationalisme en de zogeheten "export van de revolutie" zorgden ervoor dat de verliezen de manschappen weinig deerden.
Het belangrijkste resultaat, het met succes beschermen van de Franse grenzen tegen alle vijanden, verraste en schokte Europa. De levée en masse was ook op een ander vlak effectief. Omdat de Franse legers zo groot werden, moesten de andere Europese staten al hun forten bemannen en hun eigen legers ook uitbreiden, wat met de beschikbare financiële middelen niet mogelijk was.
De levée en masse bood ook vele kansen voor ongetrainde burgers die nu hun militaire capaciteiten konden laten zien, waardoor het Franse leger een bekwaam officierscorps en zelfs het begin van een moderne generale staf kreeg. Voorheen waren de hogere rangen voorbehouden aan de adel, nu konden ook mannen van eenvoudige komaf hogerop komen.
Het idee was niet nieuw: denkers als Plato, Machiavelli en William Jones (die dacht dat elke volwassen man bewapend met een musket moest worden op kosten van de staat) dachten ook al over een volksleger, maar het in praktijk brengen van een levée en masse was zeldzaam vóór de Franse Revolutie.
De levée was een belangrijke ontwikkeling in de moderne oorlogvoering en zou met elke oorlog tot steeds grotere legers leiden, wat uiteindelijk tot de enorme bloedbaden van de Eerste en Tweede Wereldoorlog leidde in de eerste helft van de 20e eeuw.
In Vlaanderen, Brabant, Luxemburg en het prinsbisdom Luik was de levée en masse een van de aanleidingen tot de Boerenkrijg.